# 布魯沃爾冰川
布魯沃爾冰川（英語：Brunvoll Glacier）是南極洲的冰川，位於麥克羅伯特森地，東面是托爾林山，西面是米科爾森峰，該冰川現時由南極條約體系管理。